# Suhoj Su-2
Suhoj Su-2 je bio sovjetski laki bombarder i izvidnik koji se koristio u prvim fazama Drugog svjetskog rata. Su-2 je ujedno bio i prvi zrakoplov koji je dizajnirao Pavel Suhoj.

## Tehničke karakteristike (Su-2 with M-82)
Osnovne karakteristike
- dužina: 10,46 m
- raspon krila: 14,3 m
- površina krila: 29 m2
- visina: 3,75 m

Letne karakteristike
- najveća brzina: 485 km/h
- dolet: 1.100 km
- brzina penjanja: 9,8 minuta do 5.000 m
- najveća visina leta: 8.400 m
- motor: 1× Shvetsov M-82 radialni motor

## Dokumentarni film
Dokumentarni film 
Laki bombarder Suhoj Su-2. SSSR, 14. listopada 1941.  Союзкиножурнал, выпуск № 100 от 14 октября 1941 года